# Pagmaco
Pagmaco är en ort i Mexiko.   Den ligger i kommunen Cuetzalan del Progreso och delstaten Puebla, i den sydöstra delen av landet, 180 km öster om huvudstaden Mexico City. Pagmaco ligger 671 meter över havet och antalet invånare är 161.
Terrängen runt Pagmaco är bergig, och sluttar norrut. Runt Pagmaco är det tätbefolkat, med 383 invånare per kvadratkilometer. Närmaste större samhälle är Olintla, 18,8 km väster om Pagmaco. I omgivningarna runt Pagmaco växer huvudsakligen savannskog.